# Марговица (Докшицкий район)
Марговица (бел. Маргаві́ца) — деревня в Докшицком районе Витебской области Белоруссии. В составе Бегомльского сельсовета.
Фактически является частью Бегомля.

## География
Расположена на северо-востоке от Бегомля, на севере от шоссе М-3. Пролегает дорога Н-2606.
Ближайшие населённые пункты Бегомль, Бродок и др.

## История
В 1909 году в Бегомльской волости Борисовского уезда Минской губернии.

## Население

### Численность
- 2019 год — 56 жителей

### Динамика
- 1909 год — 203 жителей, 29 дворов[2]
- 1999 год — 102 жителей (перепись населения)
- 2009 год — 85 жителей (перепись населения)[2]
- 2019 год — 56 жителей (перепись населения)

## Достопримечательность
- Курганный могильник периода раннего Средневековья[3][4] —  Историко-культурная ценность Республики Беларусь, шифр 213В000441. Археологический памятник.

### Памятник, скульптура
- Памятник на могиле жертв фашизма. В 1955 году на могиле установлен обелиск.
- Стела на могиле Перевяслава, советского пограничника, погибшего в июле 1939 года при охране государственной границы. Установлена в 1979 году.
- Стела на могиле Чагира, погибшего в июле 1939 года при охране государственной границы. Установлена в 1979 году.
- Стела на могиле Фёдора Авксентьевича Буланды, участника Бегомльской подпольной партийно-комсомольской организации в годы Великой Отечественной войны. Установлена в 1979 году.
- Стела на могиле Владимира Васильевича Таракана, участника Бегомльской подпольной партийно-комсомольской организации в годы Великой Отечественной войны. Установлена в 1979 году.
- Памятник на братской могиле. В 1979 году установлена стела.

## Известные лица
- Алесь Ставер (1929—1995) — белорусский поэт, прозаик, драматург.
- Юрась Свирка (1933—2010) — белорусский поэт.